# 卡舒埃拉-迪米纳斯
卡舒埃拉-迪米纳斯是巴西米纳斯吉拉斯州的一个市镇。总面积305.42平方公里，总人口10820人，人口密度35.4人/平方公里。